# Samantha Box
Samantha Box (nascida em 1977) é uma fotógrafa americana. Box nasceu na Jamaica.
Em 2012 a revista Time descreveu o projecto em andamento de Box de fotografar Sylvia's Place, um abrigo de emergência para jovens LGBT sem abrigo na cidade de Nova York. O seu trabalho está incluído nas colecções do Museu de Belas-Artes de Houston e do Light Work, em Syracuse, Nova York.